# HMS Stirling Castle (1679)
La HMS Stirling Castle era un vascello di terza classe da 70 cannoni costruita presso il Deptford Dockyard nel 1679 secondo il programma di costruzione del 1677. Partecipò attivamente alla guerra di successione inglese, combattendo nella battaglia di Beachy Head e Barfleur-La Hogue. La Stirling Castle subì una ricostruzione a Chatham Dockyard nel 1699. Partecipò alla battaglia di Cadice nel 1702. La nave naufragò sulle Goodwin Sands al largo di Deal durante la Grande Tempesta del 1703. Fu la prima di una serie di navi varate dalla Royal Navy denominata HMS Stirling Castle.
La HMS Stirling Castle fu insignita della Battle Honour Barfleur nel 1692.

## Storia
Il 9 luglio 1678 fu ordinata la costruzione della HMS Stirling Castle presso il cantiere navale di Deptford Dockyard sotto la guida del maestro d'ascia John Shish. Terminata la costruzione, la nave fu varata il 29 luglio 1679. L'armamento iniziale della Stirling Castle era conforme a quello del 1677 con cannoni da 72/60 costituiti da ventisei semi-cannoni sul ponte inferiore, ventisei cannoni da 12 libbre sul ponte superiore, dieci saker sul ponte di poppa e quattro saker con quattro cannoni da 3 libbre sul ponte di poppa o sulla casa rotonda. Nel 1688, avrebbe portato 70 cannoni secondo l'Establishment del 1685.
Entrò in servizio nel 1690 sotto il comando del capitano Anthony Hastings. Combatté nella battaglia di Beachy Head il 30 giugno 1690.
Nel 1691 il capitano Benjamin Walters era al comando. Partecipò alla Battaglia di Barfleur-La Hogue tra il 19 e il 24 maggio 1692. Il capitano Humphrey Sanders era al comando nel 1693 con la Channel Fleet. Nel 1695 era sotto il comando del capitano Robert Deane a bordo delle operazioni di Lord Berkeley. Nel 1696 stava navigando nei Soundings. Nel 1697 era sotto il comando del capitano Jedediah Barker e operava con lo squadrone di Dunkerque. Sarebbe stata ricostruita a Chatham nel 1699.

### La ricostruzione a Chatham
Fu ordinata la ricostruzione presso Chatham Dockyard sotto la guida del maestro d'ascia Daniel Furzer. Fu varata/completata nel 1699. La HMS Stirling Castle entrò in servizio nel 1701 sotto il comando del capitano John Johnson per il servizio nella flotta di Sir George Rooke per la Battaglia di Cadice, in Spagna. Salparono da Spithead a St Helen's (nelle Isole Scilly) il 19 luglio 1702. Arrivarono alla Baia dei Tori (sei miglia a nord di Cadice) il 12 agosto. Dopo molte trattative, i magazzini che erano stati sequestrati furono distrutti e le truppe furono reimbarcate il 15 settembre. Il 19 settembre si decise di tornare in Inghilterra.
Il 21 settembre si seppe che una flotta francese e la flotta spagnola del tesoro si trovavano nelle vicinanze della baia di Vigo. L'11 si tenne un consiglio di guerra per determinare le navi che sarebbero entrate nella baia. La Stirling Castle non fu scelta e rimase al largo durante la Battaglia della baia di Vigo. Era la nave ammiraglia di Sir John Leake nel dicembre 1702. Il capitano Josiah Crow assunse il comando temporaneo nel luglio 1703. A novembre il capitano Johnson era di nuovo al comando.

### L'affondamento
Durante la Grande Tempesta del 1703, andò perduta sulle Goodwin Sands. Il capitano John Johnson morì con la sua nave.Ci furono 70 sopravvissuti dei suoi 349 membri dell'equipaggio.
Sembra aver trascinato l'ancora, rallentando l'avanzamento della nave verso le sabbie di Goodwin e il che significa che ha raggiunto le sabbie con l'alta marea, evitando per un pelo il destino delle altre navi che erano incagliate. Mentre la tempesta continuava, le maree si spostarono e trascinarono la nave di lato, intrappolandola tra le nuove correnti di marea e le tempeste in arrivo. Il mare tumultuoso che ne risultò sommerse la nave. Piena d'acqua, affondò su un banco di sabbia, lasciando solo la poppa esposta a pochi fortunati a cui aggrapparsi.

## Il relitto
I subacquei locali trovarono il relitto nel 1979 a causa di un sommovimento della sabbia circostante.
Il relitto giace in 12,1 metri d'acqua vicino al North Sand Head, Goodwin Knoll. La nave era in un notevole stato di conservazione, forse rinvenuta per la prima volta da quando affondò, e numerosi manufatti furono recuperati nel 1979-80 e conservati al Ramsgate Maritime Museum. Da allora sono stati recuperati altri manufatti, ma il relitto era già stato ricoperto da sedimenti freschi nel 1981.
La nave è riemersa dalla sabbia nel 1998. La perdita della sabbia che sosteneva la poppa ha portato al crollo parziale nell'inverno del 1999-2000, e da allora la struttura è stata ulteriormente destabilizzata. Nel 2000 una squadra di sommozzatori ha recuperato con successo un cannone Demi, completo del suo affusto originale. Questo cannone "Rupertino" progettato dal nipote del re, il principe Ruperto del Palatinato, fu uno degli otto consegnati dal costruttore di armi Thomas Westerne nel 1690.
Nel 2002 è stato recuperato un blocco fisso in legno che potrebbe fornire prove sull'introduzione del timone della nave, forse del 1701. Richard Endsor ha sostenuto che la nave aveva sia un volante che il vecchio bastone a frusta, quindi il castello di poppa della Stirling Castle fornisce prove importanti per la transizione tra questi due meccanismi.
La HMS Stirling Castle è stata posta sotto tutela ai sensi della legge sulla protezione dei relitti del 6 giugno 1980. La posizione è stata aggiornata da SI 1980/1306 lo stesso anno. SI 2004/2395 nel 2004 ha ridesignato l'area protetta da un raggio di 50 m a 300 intorno a 51° 16.4561' N, 01° 30.4121' E.[15] Il relitto ha il numero di record dei monumenti nazionali di TR45NW24. Nel 1980 il relitto fu acquistato dal Ministero della Difesa dall'Unità Archeologica dell'Isola di Thanet (ora Società Archeologica dell'Isola di Thanet), e nel 1982 la Società vendette 64 azioni del Castello di Stirling per raccogliere fondi.